# Bartosz Konopko
Bartosz Konopko (* 6. Juni 1988 in Białystok) ist ein polnischer Shorttracker als Trainer.

## Werdegang
In der Saison 2006/07 trat Konopko zum ersten Mal im Shorttrack-Weltcup auf und erreichte als bestes Resultat einen 13. Rang über 1000 Meter, doch auch über 500 Meter gelangen ihm Top-20-Ergebnisse. Bei der Europameisterschaft 2007 platzierte er sich auf dem 29. Rang im Einzel und auf dem zehnten und letzten Platz mit der Staffel. Auch im Weltcup 2007/08 ging er an den Start und errang erneut einen 13. Platz als bestes Ergebnis. Bei der Europameisterschaft 2008 gelangen ihm dann seine bis dahin größten Erfolge; während er mit der Staffel immerhin Achter wurde, schaffte er mehrere Top-10-Platzierungen bei den Einzelstrecken, wo er unter anderem sogar Vierter über 500 Meter wurde, und sammelte so einige Punkte. Diese reichten jedoch knapp nicht aus um sich für das Finale der Punktbesten zu qualifizieren, insgesamt wurde er Zehnter, punktgleich mit dem Neunten, dem Belgier Pieter Gysel.
Die Weltmeisterschaft 2008, bei der er erstmals startete, verlief nicht so erfolgreich, hier wurde Konopko nur 38. Dafür gewann er sogar das 500-Meter-Rennen bei der Alta Valtellina Trophy in Bormio. Auch den Shorttrack-Weltcup 2008/09 begann er sehr erfolgreich mit einem überraschenden vierten Rang über 500 Meter bei der Station in Peking. Zudem holte er seine ersten Weltcuppunkte auf der Langdistanz 1500 Meter.

## Persönliche Bestzeiten
- 500 m   40,724 s (aufgestellt am  5. Februar 2016 in Dresden)
- 1000 m 1:27,071 min. (aufgestellt am  20. Oktober 2012 in Calgary)
- 1500 m 2:18,292 min. (aufgestellt am  12. Februar 2011 in Moskau)
- 3000 m 5:03,078 min. (aufgestellt am  24. Januar 2016 in Sochi)